# National Rifle Association
De National Rifle Association (NRA), voluit de National Rifle Association of America, is een Amerikaanse belangenorganisatie opgericht in New York in 1871 die zich van oorsprong inzette voor scherpschutterskunst voor militairen en meer recentelijk voor het recht van burgers om vuurwapens te bezitten. Als gevolg van haar grote ledenaantal en sterke lobby is de NRA een invloedrijke en machtige organisatie in de Verenigde Staten.

## Activiteiten en standpunten
Voorstanders zien de NRA als een beschermer van burgervrijheden. Ook worden wapens noodzakelijk geacht om zich te kunnen beschermen tegen wapendragende kwaadwilligen. Tegenstanders zien de NRA als een belangenorganisatie voor wapenfabrikanten, maar ook als grote tegenstander van wapenbeperkende wetgeving, door hen noodzakelijk geacht, om het groot aantal vuurwapenslachtoffers te beperken.
De NRA bestrijdt elke vorm van 'gun control' (registratie, verklaring goed gedrag, controle geestesgesteldheid van wapenbezitter, het soort vuurwapen). Elke politicus krijgt jaarlijks een vragenlijst en wordt beoordeeld op stemgedrag. Niet alleen de voorstanders van wapenbezit krijgen geld en steun, maar er wordt ook strategische steun gegeven aan tegenkandidaten van een voorstander van wapenbeperking. De NRA werpt zich op als verdediger van het Tweede amendement van de grondwet van de Verenigde Staten, dat burgers het recht geeft op het 'houden en dragen' van wapens, vooral sinds het Amerikaanse Hooggerechtshof dat in de zaak District of Columbia v. Heller in 2008 tot een grondwettelijk recht verklaarde.
Anno 2018 had de NRA naar eigen zeggen ongeveer 5,5 miljoen leden, en de inkomsten van de NRA kwamen ongeveer gelijk verdeeld uit contributies en donaties van wapenfabrikanten. Ook niet-Amerikanen kunnen lid worden van de organisatie. De NRA heeft een duizendtal leden in Europa, onder wie enkele in Nederland. De organisatie houdt jaarlijks een conventie op een centraal gelegen locatie in de Verenigde Staten. Het meerdaagse evenement wordt bijgewoond door 70.000 tot 100.000 bezoekers.

## Verworpen faillissementsaanvraag
In januari 2021 vroeg de NRA uitstel van betaling aan en wilde de organisatie vertrekken uit de staat New York en zich in Texas vestigen om te ontkomen aan het naar eigen zeggen "giftige politieke klimaat" van eerstgenoemde staat. Hier liep een rechtszaak tegen het bestuur van de NRA wegens corruptie omdat het miljoenen dollars van de organisatie zou hebben gebruikt voor privédoeleinden. Het Openbaar Ministerie eiste dat de NRA werd ontbonden. De NRA vroeg het faillissement aan om strategische redenen en niet uit geldnood. In mei verwierp de rechtbank de faillissementsaanvraag; de rechter zag het als een juridische truc waarmee de NRA onder de aanklacht probeerde uit te komen.